# Kleine vliegenvanger
De kleine vliegenvanger (Ficedula parva) is een zangvogel uit de familie van vliegenvangers (Muscicapidae). Het is een trekvogel die broedt in Europa en West-Azië en overwintert in India.

## Kenmerken

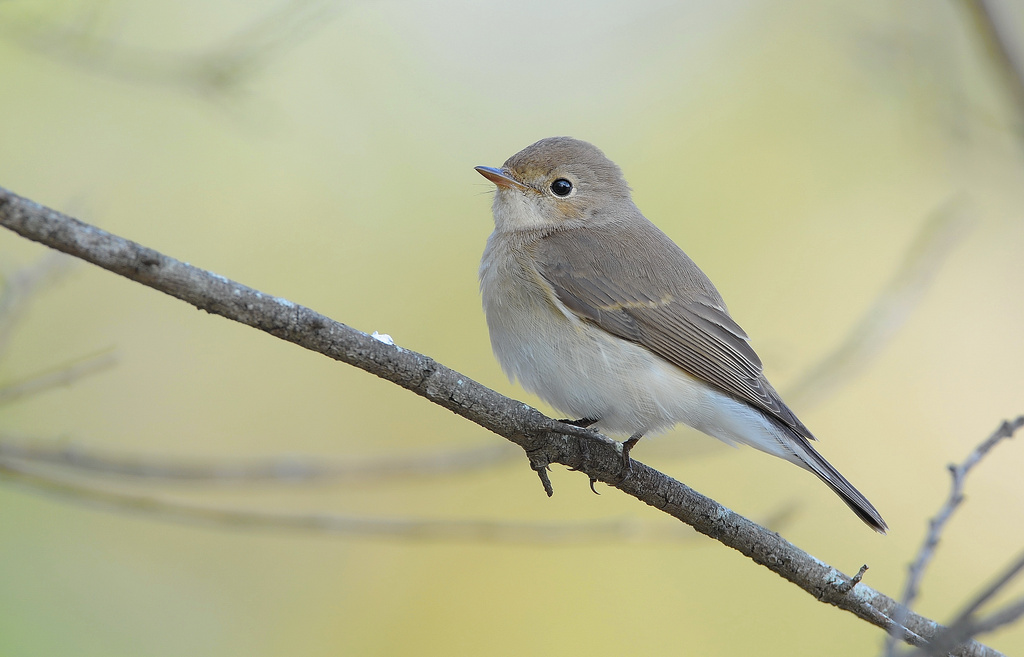
Vrouwtje kleine vliegenvanger

De vogel is 11 tot 12 cm lang. Het is een kleine vogel die qua gedrag lijkt op een boszanger die zich snel in het struikgewas beweegt van tak tot tak. De vogel maakt daarbij rukkende bewegingen met de vleugels en houdt soms de staart omhoog. Dan is te zien dat de staart zwart is met aan weerszijden twee grote witte vlekken. De vogel is loodgrijs en grijsbruin van boven. Het mannetje heeft oranje rode borst, iets bleker dan dat van een roodborst en op de buik vaag begrensd overgaand in beige. Het vrouwtje heeft een lichtbeige borst en heeft soms ook een beetje oranje op de keel of borst.

## Verspreiding en leefgebied
De kleine vliegenvanger broedt in Oost-Europa, Zuidoost-Zweden, Zuid-Finland, Baltische staten tot diep in Rusland. Deze populatie gaat in Azië geleidelijk over in de populatie van de taigavliegenvanger (F. albicilla). Laatstgenoemde soort wordt ook wel als ondersoort beschouwd.
Het leefgebied van zowel kleine als taigavliegenvanger bestaat uit gemengd loof- en naaldbos met vooral beuk, maar ook eik of spar, vooral in noorden. De vogel heeft een voorkeur voor bos met grote bomen en veel ondergroei, maar ook met open plekken en bosmeertjes. De kleine vliegenvanger wordt ook wel waargenomen in boom- en wijngaarden. In de Kaukasus komt de vogel voor tot op 2350 m boven de zeespiegel. Wordt buiten de broedtijd ook wel gezien in parken en tuinen, mits daar grote bomen zijn.

### Voorkomen in Nederland
De kleine vliegenvanger is in Nederland een schaarse doortrekker (1 tot 100 keer per jaar waargenomen) en een onregelmatige broedvogel. De vermeende broedpogingen zijn echter allemaal onvolledig gedocumenteerd, zoals bijvoorbeeld in 2007 op Schiermonnikoog.

## Status
De grootte van de populatie is in 2015 geschat op 6,5 - 10,5 miljoen volwassen vogels en de trend is positief. Om deze redenen staat de kleine vliegenvanger als niet bedreigd op de Rode Lijst van de IUCN.